# Paksy Lajos

A Rátót nemzetség címere

Pákosi Paksy Lajos (fl. 1479-1489),  diósgyőri vár várnagya, földbirtokos.

## Élete
Az ősrégi Rátót nemzetségből származó pákosi Paksy család sarja. Apja pákosi Paksy Szemere (fl. 1417–1461), Tolna vármegye alispánja, földbirtokos, anyja Derecskey Krisztina (fl. 1445–1475) volt. Az anyai nagyapja Derecskei Pál (fl. 1400–1420) zarándi alispán, világosvári várnagy, földbirtokos.  Az anyai nagyapai dédszülei Derecskei Lőrinc és Ozorai Borbála (fl. 1400) voltak; Derecskei Lőrincné Ozorai Borbála nagynénje Ozorai Borbála (fl. 1398–1426), akinek a férje Ozorai Pipó (1368–1426), főkincstartó, szörényi bán, nagybirtokos.
Fiatal korában a pozsonyi egyetem diákja volt; később Paksy Lajos a diósgyőri vár várnagya lett. Mátyás király 1476-ban vette nőül Aragóniái Beatrixot. Elvben az esküvő után át kellett volna adnia hitvesének a királynénak járó jövedelmeket (többek között a diósgyőri várt az uradalmával együtt). Az uralkodó azonban nem siette el ezt a kötelességét. Diósgyőrt is csupán 1481-ben tudta átvenni a királyné. Első várnagya nem is olasz, hanem magyar ember volt: Paksy Lajos, aki több évig vezette az uradalmat.

## Házasságai és leszármazottjai
Feleségül vette parlagi Parlaghy Lúcia (fl. 1495–1521) kisasszonyt, akinek a szülei Parlaghy György (fl. 1452–1485), királyi ajtónállómester, Borsod vármegye főispánja, diósgyőri várnagy, valamint Vizaknai Miklós lánya, Borbála (fl. 1475–1496) voltak. Paksy Pálné Parlaghy Lúcia leánytestvére, enyingi Török Imre valkói ispánné parlagi Parlaghy Krisztina volt, enyingi Török Bálint édesanyja. Paksy Lajos és Parlaghy Lúcia frigyéből született:
- Paksy Pál (fl. 1486–1520), földbirtokos. Felesége: beregszói Hagymássy Jusztina (fl. 1520). Gyermekük: Paksy Jób tokaji várnagy.
- Paksy Judit (fl. 1521). Férje: zicsi Zichy Benedek (fl. 1482–1512), földbirtokos. Gyermekük: Zichy Rafael (fl. 1531–1584), Zala vármegye alispánja.
- Paksy Anna (fl. 1515). Férje: Garai Lőrinc (fl. 1478–1526), földbirtokos.